# San Pedro (Los Angeles)

San Pedro nella contea di Los Angeles

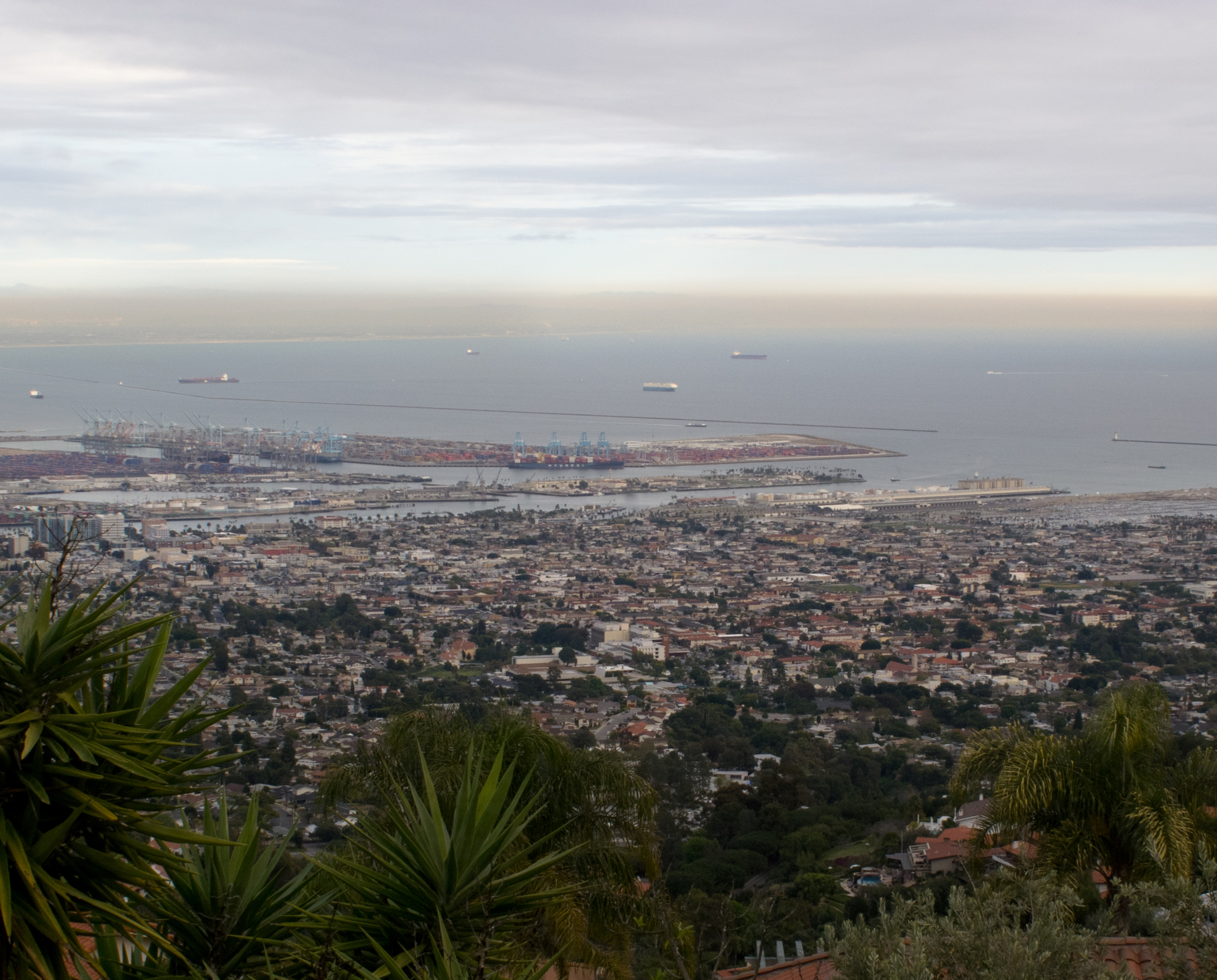
Veduta di San Pedro

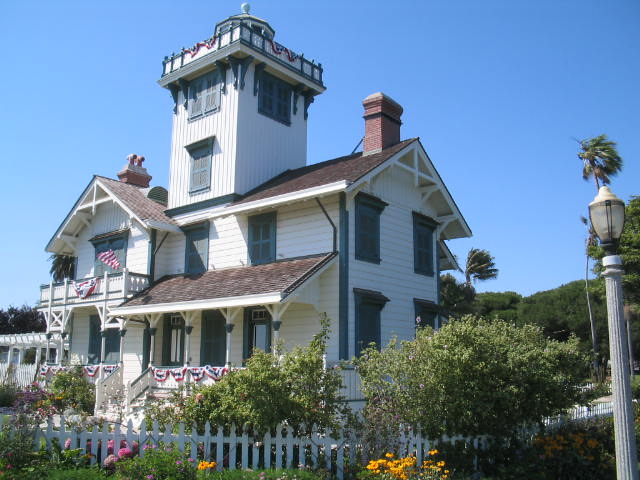
Point Fermin Lighthouse, costruito nel XIX secolo, è servito come uno dei due principali fari del porto.

San Pedro è un distretto della città di Los Angeles, California (Stati Uniti). Situato nella zona portuale di Los Angeles, ha una popolazione di 80.065 abitanti (risultanti dal censimento effettuato nel 2000), e nel 2008 è stata stimata una popolazione pari a 86.012 abitanti.

## Storia
La zona è stata il punto di stanziamento dei nativi americani Tongva per molti secoli, come testimoniato anche da alcuni ritrovamenti. Secondo le leggende, i nativi avevano benedetto l'area poi chiamata Palos Verdes a seguito dell'occupazione spagnola, definendola l'area più bella della Terra. I Tongva chiamarono l'area di San Pedro con il nome Chaaw.
Fu annesso al comune di Los Angeles nel 1909 ed è uno dei principali porti della regione. Inizialmente porto specializzato nella pesca, nel corso dei decenni è diventato prima un distretto industriale, ed infine un centro residenziale della classe operaia.
Deve il suo nome a Pietro I di Alessandria, diciassettesimo vescovo di Alessandria d'Egitto. La sua festa è il 24 novembre, il giorno in cui nel 1542 Juan Rodríguez Cabrillo scoprì la baia che sarebbe diventata San Pedro. 
I primi insediamenti europei si ebbero nel 1769, col tentativo di popolare la California e incoraggiare affari economici in questa regione. Quando l'Alta California divenne parte del Messico, l'insediamento conobbe un'epoca assai prosperosa, probabilmente a causa dello stanziamento di parecchi statunitensi nell'area. Il porto fu migliorato notevolmente a seguito della guerra messico-statunitense, sotto la guida dei vari governatori dello Stato. Nel 1868 venne completata la linea ferroviaria, al fine di rendere possibile il collegamento tra San Pedro e Los Angeles: quest'ultima divenne ben presto la maggiore città della California meridionale.
San Pedro fu classificato municipio (in inglese township) durante il censimento del 1860, includendo nel suo areale, tra l'altro, la parte ovest dell'attuale Long Beach. Nel 1870 il municipio prese il nome di Wilmington Township.
Nel 1906, la città di Los Angeles si fuse definitivamente con il quartiere di San Pedro e Wilmington. Nel 1929 il quartiere fu afflitto da una potente scossa di terremoto che rase al suolo diversi insediamenti durante il c.d. Sunken City Disaster.
A San Pedro sono ambientate varie serie televisive come NCIS: Los Angeles (2009), Terminator: The Sarah Connor Chronicles (2009).